# Ервин (Илиноис)
Ервин (енгл. Irwin) град је у америчкој савезној држави Илиноис.

## Демографија
По попису из 2010. године број становника је 74, што је 18 (-19,6%) становника мање него 2000. године.
| Група             | 2000.      | 2010.      |
| Белци             | 86 (93,5%) | 73 (98,6%) |
| Афроамериканци    | 0 (0,0%)   | 0 (0,0%)   |
| Азијати           | 1 (1,1%)   | 0 (0,0%)   |
| Хиспаноамериканци | 2 (2,2%)   | 0 (0,0%)   |
| Укупно            | 92         | 74         |